# 新光摩天大樓登高大賽
新光摩天大樓登高大賽（英語：Shin Kong Life Tower Run Up），是台灣第一個大樓登高比賽，也是台灣歷史最悠久、最讓人印象深刻的登高賽。第一次舉辦，是在新光人壽保險摩天大樓落成日（1994年2月18日）之後的八個月（1994年10月16日）。
此項比賽是利用1—46樓共1006階、約200公尺的高度進行比賽。每一屆都會有不同的特色主題。此外，新光人壽也會在活動中與相關治安與消防單位合作，在現場提供治安與消防常識的宣導，藉以加強民眾對於治安和消防的認知。
目前此項比賽的男女最佳紀錄，分別為鄭仁綱的5分22秒以及李筱瑜的6分28秒。

## 樓層配置
- 地下1樓：參賽選手物品寄放區、選手紀念品兌換區。
- 1樓
  - 東側外圍通道：競賽選手報到區、飲水供應區。
  - 中央廣場：大會主舞台區，周邊會邀請協力或贊助廠商擺設攤位。
  - 內部中庭：貴賓、媒體休息區。比賽前，則為註冊報名區（原先是配置於16樓中繼樓層）。
- 16樓：大會成績記錄區，僅限工作人員進入，不對外開放，該樓層為中繼電梯轉接樓層。另外，新光醫院也會在東、西兩側的樓梯間設置緊急醫護區，只要有任何狀況，都會進行支援服務。
- 31樓：與16樓東西測樓梯間相同，皆有設立臨時醫療中心。
- 46樓：終點區，包括紀念章蓋章區、成績列印區、臨時醫療區、飲水供應區、休息區。
  - 在2003年開始，另外在東側與西側區入口，新增照相紀念門，以及在休息區內增設合影紀念看板。

## 歷年主題
| 屆次       | 舉辦日期       | 活動主題                           |
| ---------- | -------------- | ---------------------------------- |
| 第一屆     | 1994年10月16日 | 愛在最高點                         |
| 第二屆     | 1995年7月30日  | 為公共安全而跑                     |
| 第三屆     | 1996年7月28日  | 為關懷青少年而跑                   |
| 第四屆     | 1997年7月27日  | 為關懷社會安全而跑                 |
| 第五屆     | 1998年8月9日   | 為公共安全而跑                     |
| 第七屆     | 1999年8月8日   | 為社會安全而跑，讓MQ high起來      |
| 第八屆     | 2000年10月29日 | 為社會安全而跑                     |
| 第九屆     | 2001年8月26日  | 為消防安全而跑                     |
| 第十屆     | 2002年9月28日  | 為健康生活而跑                     |
| 第十一屆   | 2003年3月8日   | 為安全而跑─美麗人生向前進          |
| 第十二屆   | 2003年7月26日  | 為健康安全而跑                     |
| 第十三屆   | 2003年12月20日 | 美麗人生，熱血沸騰，為愛心捐血而跑 |
| 第十四屆   | 2004年4月10日  | 為關懷婦女癌症而跑                 |
| 第十五屆   | 2004年7月31日  | Be Safe、Be Happy，為社會安全而跑  |
| 第十六屆   | 2004年12月18日 | 為公共安全而跑                     |
| 第十七屆   | 2005年4月9日   | 為婦幼健康安全而跑                 |
| 第十八屆   | 2005年7月30日  | 珍愛生命，為健康安全而跑           |
| 第十九屆   | 2005年11月26日 | 為公共安全而跑                     |
| 第二十屆   | 2006年4月8日   | 為愛心捐血而跑                     |
| 第二十一屆 | 2006年7月29日  | 為美麗人生而跑                     |
| 第二十二屆 | 2006年11月25日 | 為台灣棒球而跑                     |
| 第二十三屆 | 2007年5月5日   | 為防止地球暖化而跑                 |
| 第二十七屆 | 2008年7月26日  | 回顧921-為四川賑災而跑             |
| 第二十八屆 | 2009年4月11日  | 珍愛貓熊 關懷黑熊 為保育動物而跑   |
| 第二十九屆 | 2011年10月29日 | 為健康100而跑                      |
| 第三十屆   | 2012年7月28日  | 為節能減碳而跑                     |
| 第三十一屆 | 2013年5月4日   | 為搶救生命(AED)而跑                |
| 第三十二屆 | 2014年4月19日  | 為高齡友善而跑                     |
| 第三十三屆 | 2015年7月18日  | 銀髮飛揚系列活動 登高大賽          |
| 第三十四屆 | 2016年4月23日  | 與光同行「為生命安全而跑」         |
| 第三十五屆 | 2017年5月6日   | 與光同行「為230萬糖尿病友而跑」    |
| 第三十六屆 | 2018年5月19日  | 為樂活未來而跑                     |
| 第三十七屆 | 2018年9月1日   | 為熱血而跑                         |
| 第三十八屆 | 2018年11月17日 | 為海洋生物生存而跑                 |
| 第三十九屆 | 2020年1月4日   | 為全齡健康而跑                     |
| 第四十屆   | 2023年2月25日  | 為永續共好而跑                     |

## 發展歷史

### 年度比賽時期
第一屆（1994年10月16日）

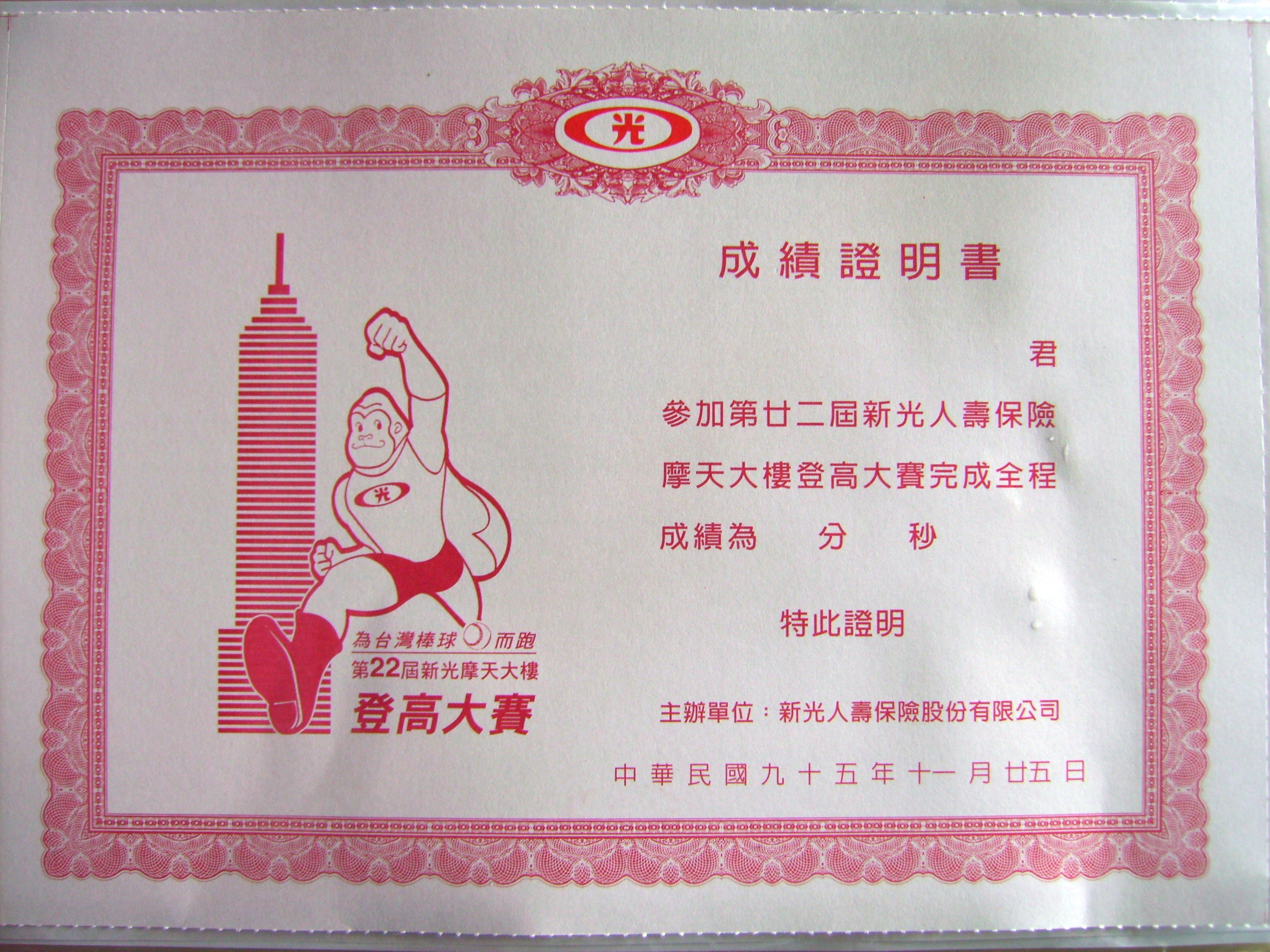
新光登高賽的成績證明書，只要有參賽，都可以在現場拿到。

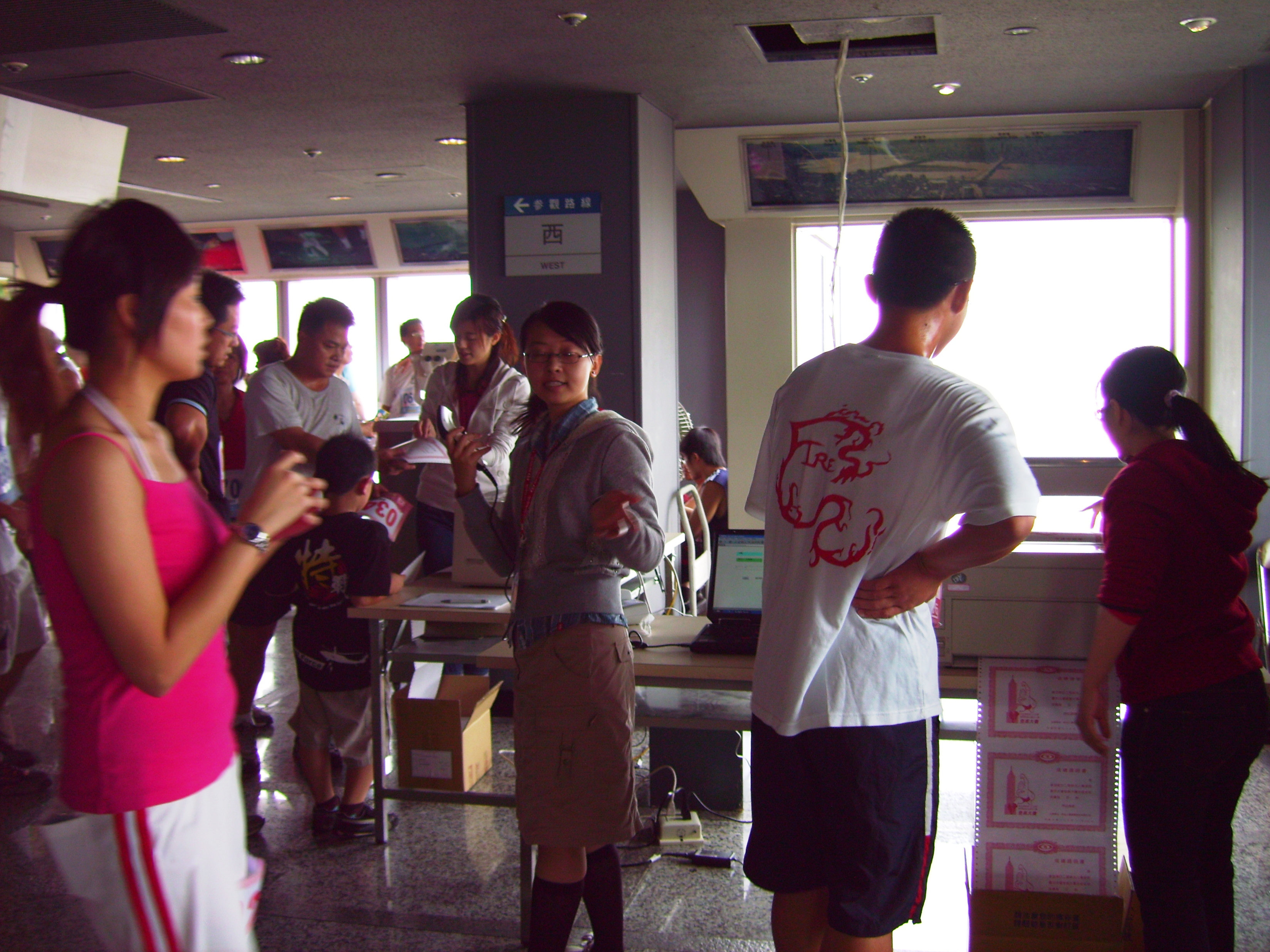
參賽者如要索取成績證明，都要在成績列印區等候成績的更新。

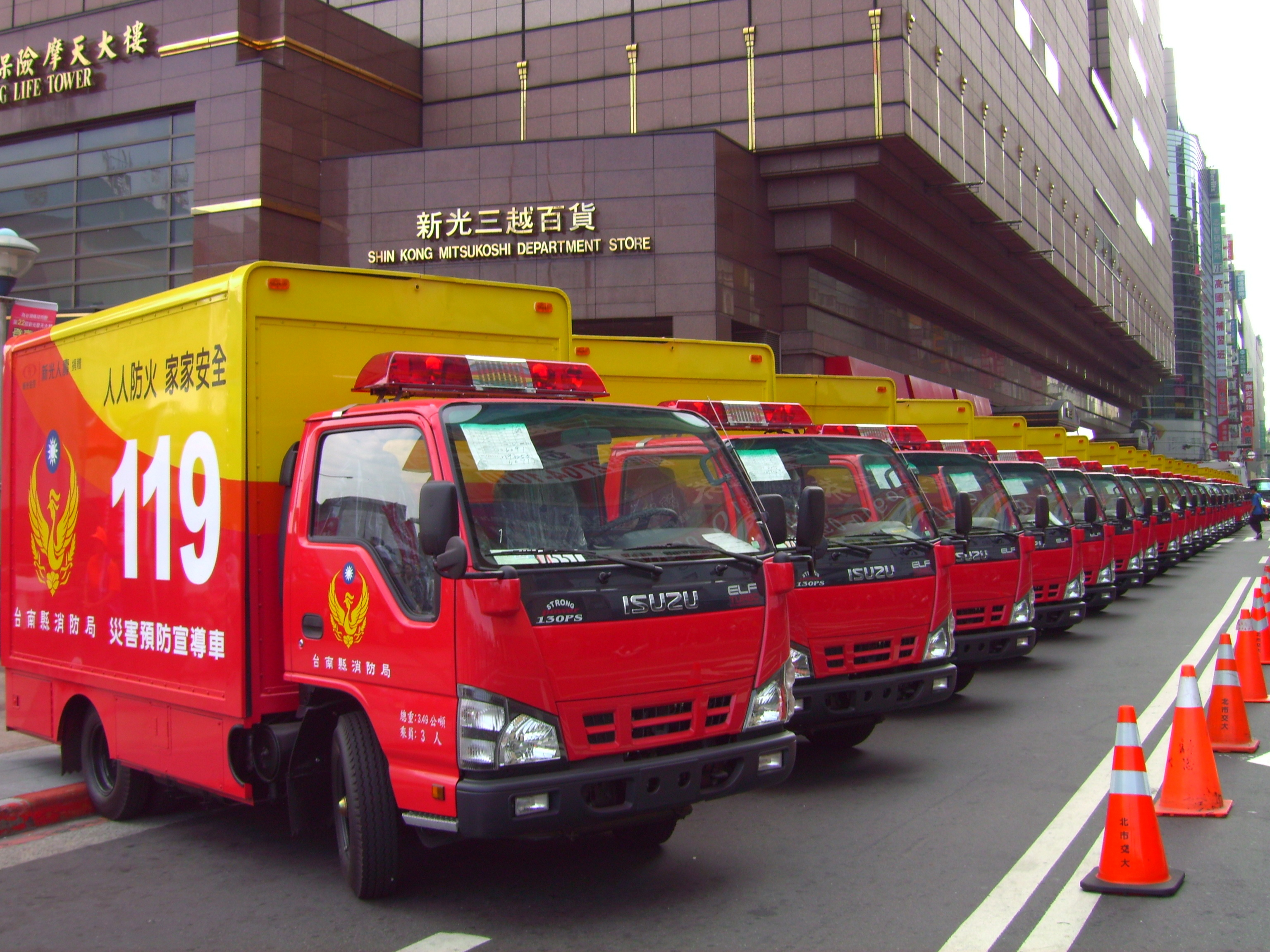
新光集團每逢比賽時，都會捐贈消防救災車給各政府機關。

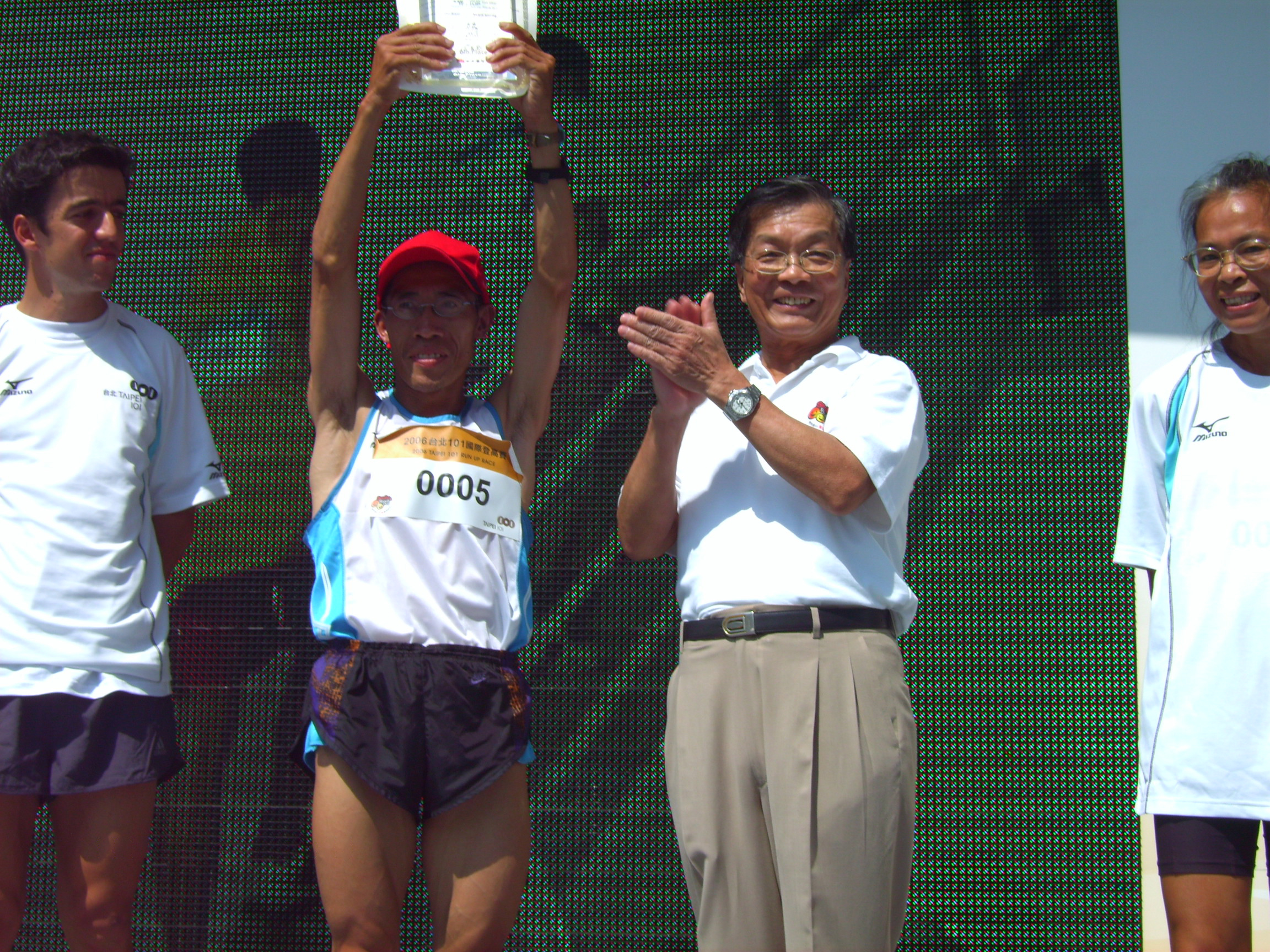
路跑界名人陳福財（左）也曾經在第九屆時，以連跑兩回與背著小孩參賽，創下許多驚奇，他現在也是各項耐力賽的常勝軍。

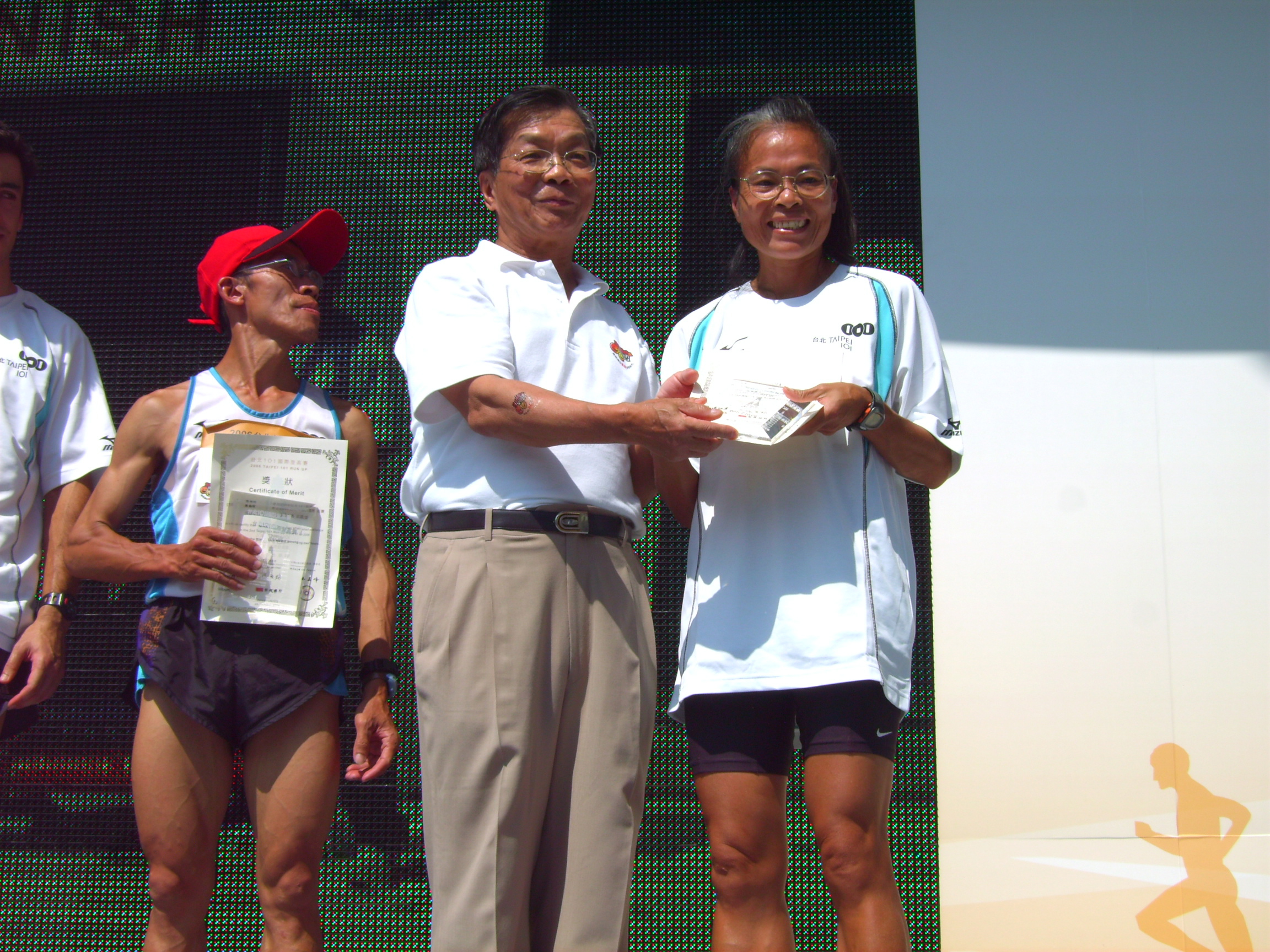
張美蓮曾經是這項比賽的女子紀錄保持人。

- 新光人壽開啟台灣舉辦登高賽先例，並以「愛在最高點」為主題，為登高賽開啟新的里程碑，當年共有1641人參賽，其中1116位男性，353位女性，以及86組雙人組，完成比賽者則為1268人，此項比賽也邀請了飛利浦公司聯手合辦[1][2]。
- 台北市立大同國小的越野校隊與台北市青年公園長跑俱樂部的團體，是該屆比賽中最受矚目的兩大參賽團隊[3]。
- 年紀最長參賽者為79歲的老爺爺，最年輕者為1歲10個月大的女寶寶[3]。

第二屆（1995年7月30日）
- 由於6月27日發生圓山大飯店火警，引發各單位對各大建築物消防安全的重視，因此，新光人壽將主題定位成「為公共安全而跑」，並捐贈消防車與消防裝備給台北市政府，加強救災的相關措施[4]。
- 分組賽制部分進行變更，趣味競賽組分成長青組，以及取代雙人組的親子組，男子組和女子組則列入超越顛峰組[4]。
- 「清朝貴賓」彭石旺以94歲的高齡參賽，雖然未跑完全程（僅跑完12層樓就退賽），但卻是所有參賽者中最年長者，另外，此項比賽也吸引3399人參與[5]。
- 台北市長陳水扁在開幕典禮中，以「登泰山而小天下」，比喻新光摩天大樓象徵台北市地標，藉此希望國人珍惜台北新地標與新故鄉[6]。

第三屆（1996年7月28日）
- 當年主題為「為關懷青少年而跑」，4500人以上報名參賽，再次刷新參賽規模[7]。

第四屆（1997年7月27日）
- 以「為關懷社會安全而跑」為主題的比賽，除了4095人的報名參與[8]，主辦單位也捐贈25台救護車，給全國各縣市的救護單位[9]，並且在現場舉行消防安全的有獎徵答活動，藉此以鼓勵參與的民眾加強消防安全上的正確觀念與認知。

第五屆（1998年8月9日）
- 沿用第二屆的主題「為公共安全而跑」，吸引四千餘人參與[10][11]。
- 台北市長參選人馬英九首度參與比賽，是所有參賽者中最先起跑的選手，並以11分13秒的成績完成比賽[11][12]。
- 中國廣播公司「美的世界」節目在現場進行錄音，並舉行演唱活動[10]。

第六屆（1999年5月2日）
- 主辦單位首度進行不對外開放的「新光關係企業員工登高大賽」，包含30多家關係企業以及中南部的相關單位都率隊參與[13]。

第七屆（1999年8月8日）
- 因為舉辦時間恰巧為民國88年8月8日，主辦單位為了要讓比賽更吉利，鳴槍時間也刻意選在早上8點8分進行，並與聯合辦理的白曉燕文教基金會定名主題為「為社會安全而跑，讓MQ high起來」[14][15]。
- 視障跑者張文彥的28人盲人登頂團隊參與此項比賽，受到媒體注目[15]。
- 報名的7500人中，僅有6008人跑完全程，但仍舊刷新參賽規模[16]。
- 張美蓮在壯年女子組的比賽中，以7分11秒的成績，刷新自己在第五屆時創下的女子選手最佳紀錄（當時紀錄是7分32秒），目前此項紀錄也是歷屆最佳紀錄[16]。
- 侯冠群、蘇愛倫獲得新光人壽之邀請，成為大會活動主持人[14]。

第八屆（2000年10月29日）
- 主辦單位沿用第四屆「為社會安全而跑」之主題，和台北市政府警察局中正第一及第二分局發起「向搖頭丸說不」的預防犯罪宣導活動，並邀請林志穎及楊婕妮擔任活動代言人，而此項比賽，共有4419人完成全程[17][18]。

第九屆（2001年8月26日）
- 此項比賽自該屆起採取收費制度，主辦單位將報名所得捐贈給台北市政府消防局，以利高級消防員的培訓[19]。
- 台北市的長跑好手陳福財，是有史以來第一位連跑兩回的選手，他同時也拿下男子組的冠軍[20]。

第十屆（2002年9月28日）
- 為了要讓現場觀賽的民眾有機會體驗爬樓梯的感覺，主辦單位首度開放「趣味組」的現場報名，但不計成績，此項比賽也吸引八千餘人參與，又一次刷新參賽規模[21]。

### 季賽時期
第十一屆（2003年3月8日）

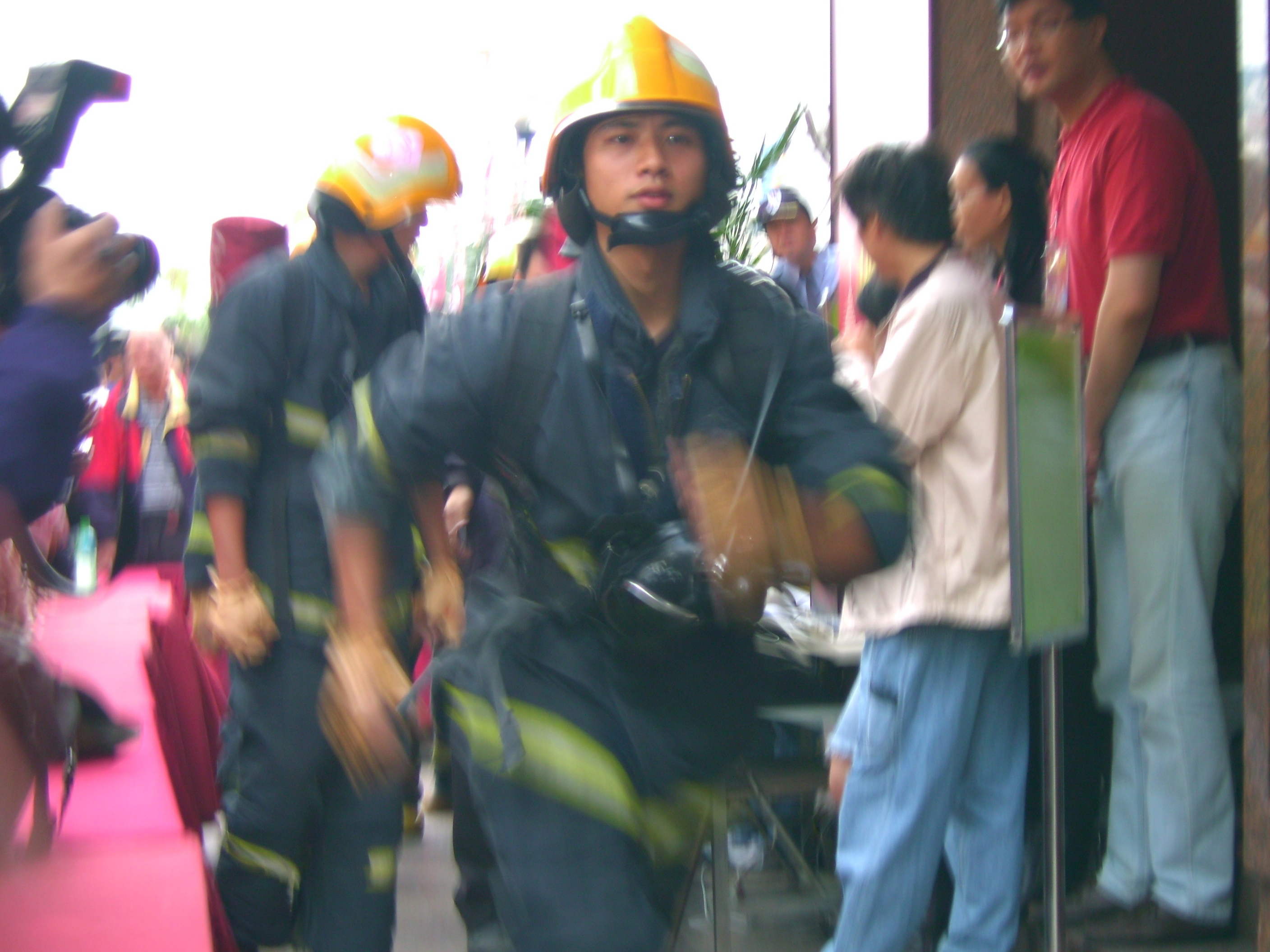
台北市政府消防局也在第十二屆起，舉辦消防隊員登高表演賽，並分成負重組與輕裝組。

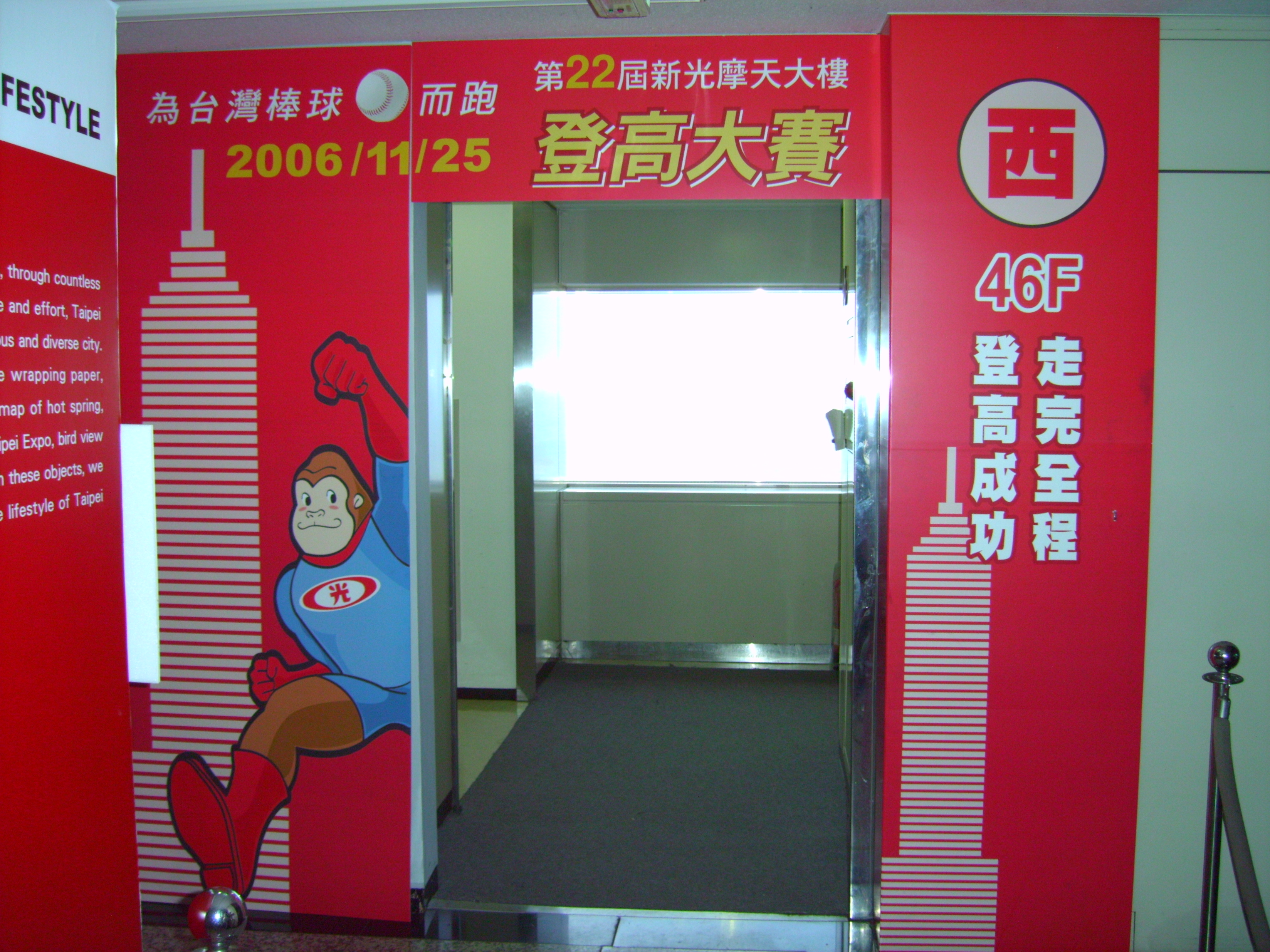
自第十二屆起，都會在46樓終點前的東西兩側設置「照相紀念門」。

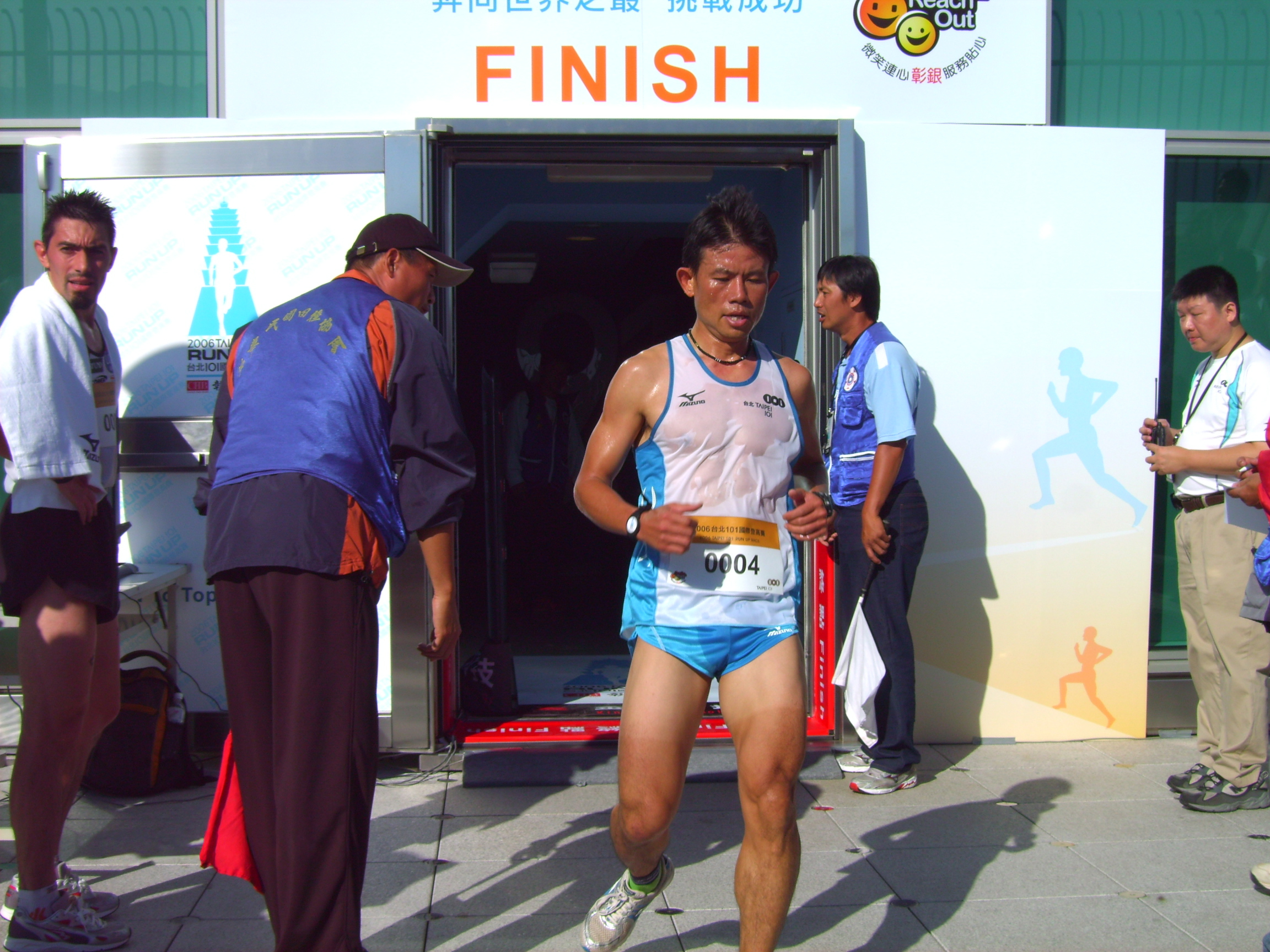
陳仲仁是登高賽及馬拉松比賽的常勝軍，目前也是這項比賽的男子紀錄保持人。

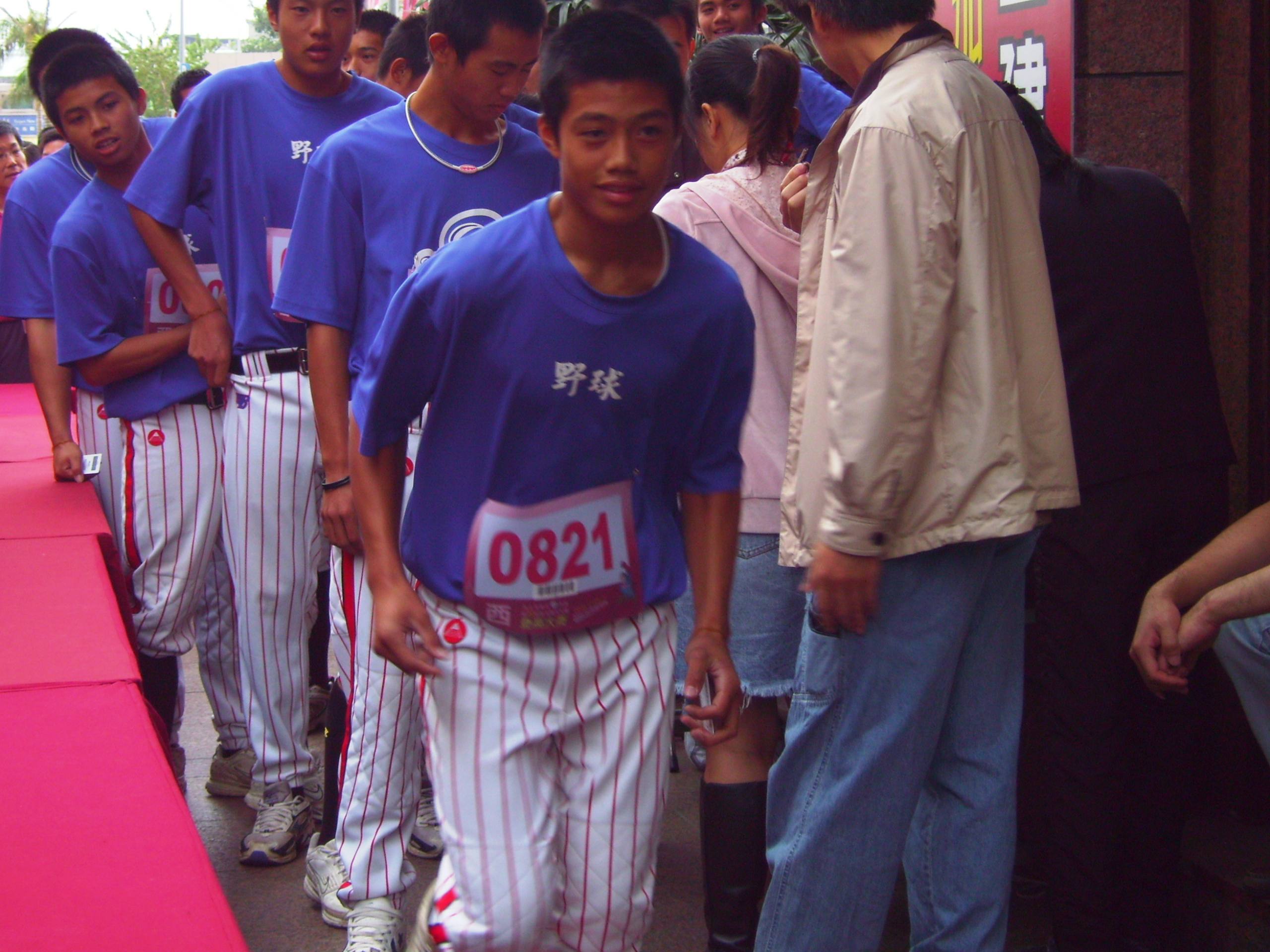
表演賽也是近年來受到重視的地方，通常會配合相關團體的參與進行。

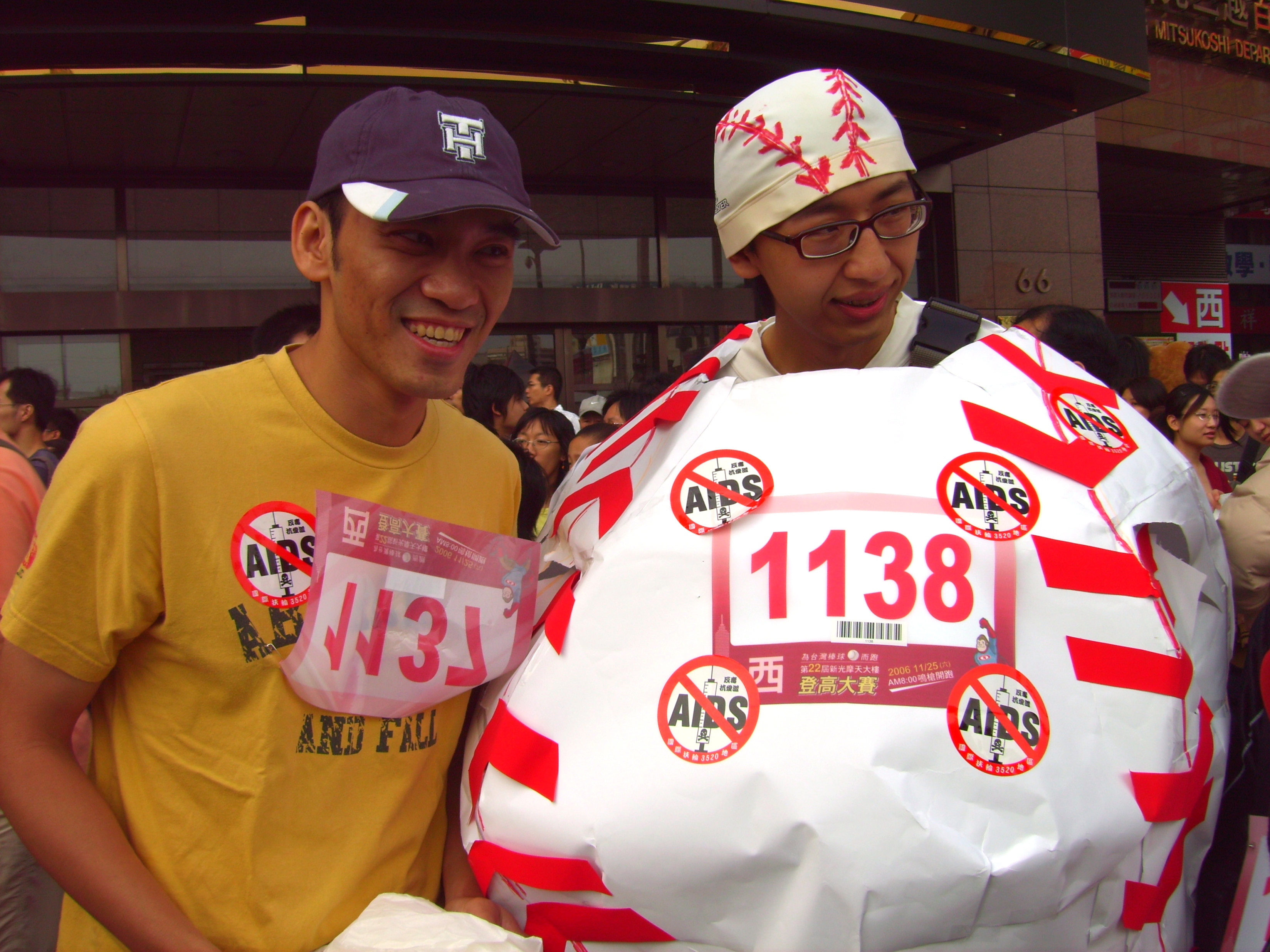
創意造型競賽，是近年來新增的項目，每年都會有很多創意造型在比賽中出現。

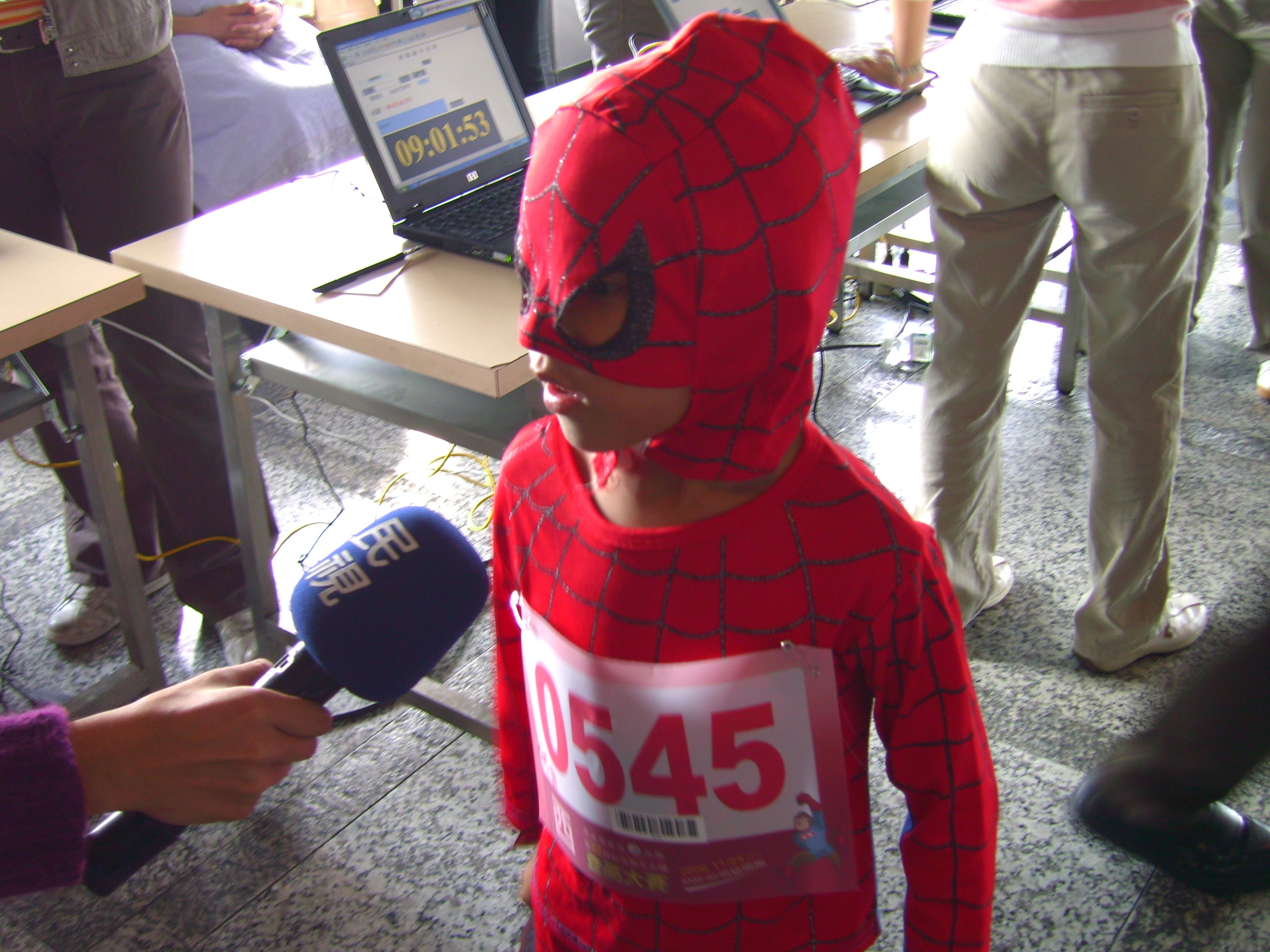
張俊凱因為裝扮成「小蜘蛛人」而出名。

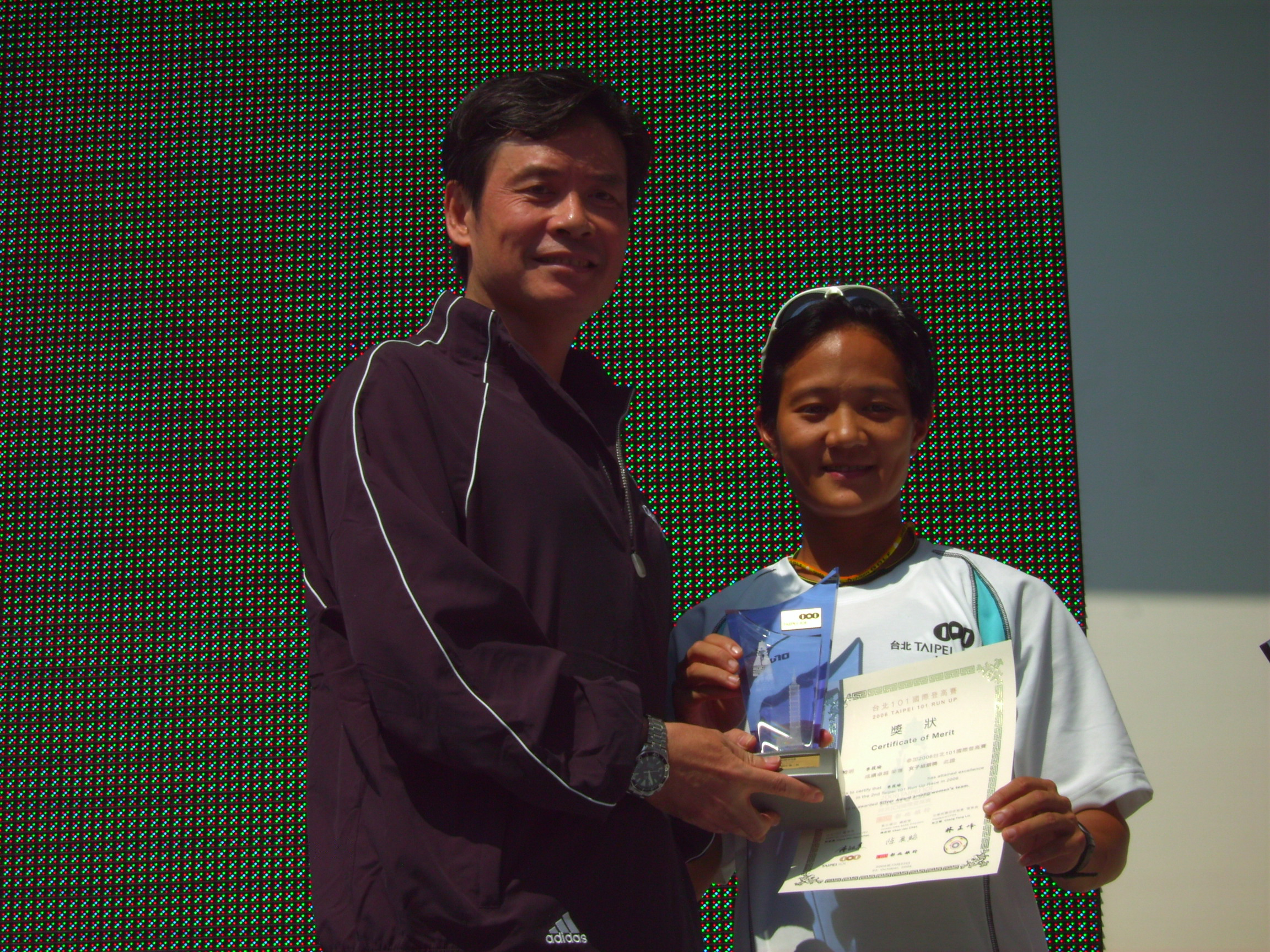
台灣鐵人三項國手李筱瑜（右）目前是此項比賽女子紀錄的保持人。

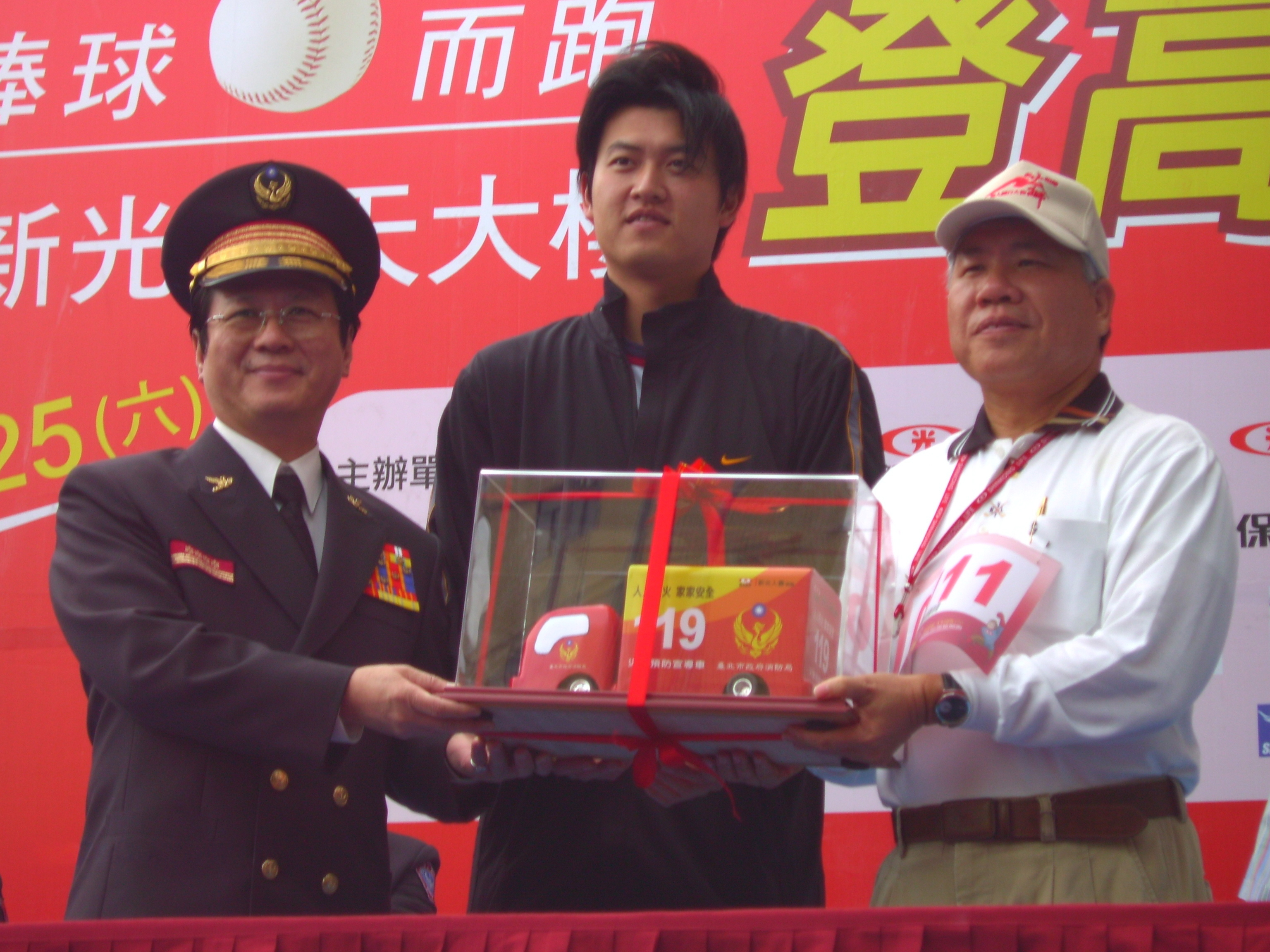
此為第22屆比賽的消防宣導車贈車儀式，見證此項儀式的美國職棒大聯盟球員王建民（中），也成為此活動之代言人。

- 自本屆開始，改為每季（每3─4月之間）舉辦一次，春季稱之暖身賽，夏季與冬季稱之正式賽。
- 此項「為安全而跑」為主題的比賽，吸引10077人參與，雖然官方稱之暖身賽，但再度刷新參賽規模[22]。

第十二屆（2003年7月26日）
- 台北市政府消防局與新光人壽合辦本次比賽，並另外新增消防隊員登高比賽，當中包括輕裝組（負重5─6公斤，進行全程46樓競賽）與重裝組（背上消防配備，進行16樓的比賽）。
- 懸宕八年的男子組紀錄，被徐清臣以5分34秒打破，原紀錄是台北體院的邱次郎在第二屆時締造的5分43秒。
- 本次比賽共37730人報名參賽，又一次刷新規模，但實際到場者，則比第十一屆時的參賽人數略少。
- 為了讓參賽者有美好的印象，主辦單位也在東西兩側的終點前設置「照相紀念門」，讓參賽者可以在比賽後，自行下載照片，作為紀念。

第十三屆（2003年12月20日）
- 由於比賽當日天氣較冷，且隔天（12月21日）將進行台北國際馬拉松比賽，因此參賽人數僅有1000人以上，但長期參與馬拉松比賽的陳仲仁，則首度在這項比賽中封王[24]。

第十四屆（2004年4月10日）
- 本次比賽吸引4197人參與。哥輪布單車隊的李志偉，以5分55秒的黑馬姿態，奪下男子組冠軍[25][26]。
- 為了鼓勵年長者與小寶寶的參與，主辦單位另行設置「松柏獎」與依照性別區分的「寶寶獎」，長跑老將彭宏年的88歲高齡，僅花了11分鐘左右，就拿下「松柏獎」，另外，5歲的張博勛和6歲的穆湘蓉則分別成為「男寶寶獎」與「女寶寶獎」的得主[25][26]。

第十五屆（2004年7月31日）
- 為了鼓勵民眾發揮創意，主辦單位新增了創意造型組，鼓勵參賽者發揮創意，打扮喜愛的造型，其中不乏包公蜘蛛人、科學小飛俠、以及背著40公斤鐵鍊的參賽者[27][28]。
- 此項比賽有5777人報名參賽，報名所得的572600元與新光人壽基金會提供的三百萬元，都全數捐給刑事警察局，作為警察防彈衣及裝備採購的專案捐款[29]。

第十六屆（2004年12月18日）
- 因為正逢12月19日將進行ING台北國際馬拉松比賽，雖然有26283人報名，但到場參賽者僅有1344人[30]。
- 台北市副市長葉金川也首度參與本項比賽，作為隔日ING台北國際馬拉松比賽的熱身，並以10分27秒的成績順利完成比賽[31]。
- 由於新光人壽長期辦理登高賽，並且推廣消防安全有功，因而也在2005年1月獲頒感謝狀[32]。

第十七屆（2005年4月9日）
- 當屆比賽吸引1643人參賽，其中也包含裝扮成蜘蛛人的張俊凱[33]。
- 為了宣導「婦女健康保健」，主辦單位邀請吳慈美（林志玲的母親）參與此項盛會[34]。
- 由於新光登高大賽的長年舉行獲得好評，因此也在十天前（3月30日）獲得第一屆台灣保險卓越獎的「公益形象卓越獎」[34]。
- 台灣知名長跑者薛慶光曾因為「倒跑」出名，而被柯林頓取名「Backman」，但也因此被新光集團祭出「禁止倒跑條款」，雖然薛慶光並未倒著跑，但仍就拿下長青男子組的冠軍[35]。

第十八屆（2005年7月30日）
- 誠泰Cobras球員謝佳賢、林英傑、林恩宇獲得主辦單位邀請，擔任活動代言人[36]。
- 兩年前由徐清臣創下的5分34秒障礙，被陳仲仁以兩秒之差突破[37]。
- 由於主辦單位有設置表演賽，因此知名藝人張洛君與劉畊宏也前來參與[38]。

第十九屆（2005年11月26日）
- 雖然台北101國際登高賽在11月20日舉行第一屆的比賽，並刷新國際級與台灣登高賽最高樓紀錄，但因為該項比賽門檻限制較嚴（報名限制為15歲以上，且現場體檢通過者才可參賽）[39]，因此未能報名台北101國際登高賽的參賽者，仍舊選擇參與此項比賽，結果吸引了1971人的參與[40][41]。
- 台灣女子馬拉松好手李筱瑜在台北101國際登高賽拿下菁英女子組第四名之後，藉此氣勢，以6分52秒的成績，將張美蓮保有的7分11秒之女子紀錄給刷新[42]。
- 由於誠泰Cobras仍舊隸屬新光集團，因此林恩宇、林英傑、許竹見、謝佳賢及鄧蒔暘等球員皆親臨現場舉行見面會[42]。
- 新光集團曾一度邀請美國職棒大聯盟的台灣球星王建民參與此項活動，但因為美國職棒大聯盟的規定，因而使得此案無法成行[43]。

第二十屆（2006年4月8日）
- 由於主辦單位鼓勵捐血運動，因此，活動主題定位成「為愛心捐血而跑」，除了捐贈捐血車給台灣血液基金會，另外，頒贈「捐血救人」紀念獎牌，給素有「亞洲捐血王」之名號的張國森。
- 此項比賽共3075人報名，實際參與者則為1770人。

第二十一屆（2006年7月29日）
- 主辦單位與中華民國智障者體育運動協會、警政署合作進行表演賽，並且，新光集團捐贈300萬元給中華民國智障者運動協會，作為「2007夏季世界特殊奧林匹克運動會」的培訓經費[46]。
- 此項比賽共4722人報名，實際參與者則為2930人[47]。
- 警政署長侯友宜率領旗下150位警務人員參與比賽，當中包含「警界鐵人」台北市警察局大同分局局長耿繼文、鐵路警察局長于建中[48]。

第二十二屆（2006年11月25日）
- 新光人壽首度邀請美國職棒大聯盟的台灣球星王建民代言此活動，並在會場舉辦周邊商品競標義賣。
- 本次比賽有4064人報名參賽，實際到跑3563人，是近年以來參賽最踴躍的一次。
- 主辦單位除了捐助500萬給公共電視台作為美國職棒大聯盟季後賽轉播經費，並且捐贈20台「新光號災害預防宣導車」給內政部消防署，作為各縣市的防災宣導專用車。
- 薛慶光在此項比賽中，六度蟬聯長青男子組冠軍，也是目前男子連霸紀錄之最。

第二十三屆（2007年5月5日）
- 當屆主題將以「為防止地球暖化而跑」作為主軸，在賽前會先進行相關的環保宣導活動與生態意識主題演講。

## 重要紀錄
- 最佳成績：
  - 男子：鄭仁綱，5分22秒（第23屆）
  - 女子：李筱瑜，6分47秒（第23屆）
- 最年長參賽者：彭石旺，94歲（第2屆）
- 最多次連霸：
  - 男子：薛慶光（7次，長青男子組，第17─23屆）
  - 女子：楊秀瑜（10次，壯年女子組，第14─23屆）

## 資料來源
1. ↑  周維新; 洪克紀. . 焦點 (聯合報). 1994年10月17日: 13.
2. ↑  . 工商服務 (經濟日報). 1994年10月17日: 40.
3. 1 2  林美姿. . 話題新聞 (聯合晚報). 1994年10月16日: 3.
4. 1 2  . 工商服務 (經濟日報). 1995年7月17日: 29.
5. ↑  黃國有. . 話題新聞 (聯合晚報). 1995年7月30日: 3.
6. ↑  楊金嚴. . 焦點 (聯合報). 1995年7月31日: 13.
7. ↑  . 工商活動 (經濟日報). 1996年7月30日: 26.
8. ↑  . 工商活動 (經濟日報). 1996年7月28日: 20.
9. ↑  . 綜合新聞 (聯合報). 1997年7月28日: 14.
10. 1 2  崔德龍. . 工商活動 (經濟日報). 1998年8月10日: 20.
11. 1 2  邱淑宜. . 話題新聞 (聯合晚報). 1998年8月9日: 3.
12. ↑  孫中英. . 生活 (聯合報). 1998年8月10日: 6.
13. ↑  孫中英. . 聚光燈 (聯合報). 1999年5月3日: 24.
14. 1 2  . 與休閒有約 (聯合報). 1999年8月7日: 18.
15. 1 2  陶煥昌. . 大社會 (聯合晚報). 1999年8月8日: 4.
16. 1 2  孫中英. . 生活 (聯合報). 1999年8月9日: 6.
17. ↑  廖郁佳. . 工商活動 (經濟日報). 2000年10月28日: 28.
18. ↑  陳碧雲. . 工商活動 (經濟日報). 2000年10月30日: 26.
19. ↑  . 工商活動 (經濟日報). 2001年8月27日: 14.
20. ↑  鄭瓊中. . 要聞 (聯合晚報). 2001年8月26日: 1.
21. ↑  . 工商活動 (經濟日報). 2002年9月30日: 14.
22. ↑  陳欣文. . 工商活動 (經濟日報). 2003年3月10日: 14.
23. ↑  鄭育容. . 綜合新聞 (聯合報). 2003年7月27日: B2.
24. ↑  陳欣文. . 焦點新聞 (經濟日報). 2003年12月21日: 3.
25. 1 2  . 金融活動 (經濟日報). 2004年4月11日: 4.
26. 1 2  孫中英. . 財經周日版 (聯合報). 2004年4月11日: C1.
27. ↑  黃義書. . 焦點新聞 (聯合晚報). 2004年7月31日: 1.
28. ↑  陳子鈺. . 綜合新聞 (聯合晚報). 2004年7月31日: 4.
29. ↑  . 金融活動 (經濟日報). 2004年8月3日: C1.
30. ↑  陳碧雲. . 活動要聞 (經濟日報). 2004年12月23日: B10.
31. ↑  陳子鈺. . 焦點新聞 (聯合晚報). 2004年12月18日: 10.
32. ↑  陳碧雲. . 證券產業 (經濟日報). 2005年1月28日: C1.
33. ↑  林韋任. . 北市要聞 (聯合報（台北市版）). 2005年4月10日: C2.
34. 1 2  陳碧雲. . 活動要聞 (經濟日報). 2005年4月11日: B10.
35. ↑  陳雲上. . 話題新聞 (聯合晚報). 2005年7月30日: 3.
36. ↑  陳正興. . 就是愛棒球 (民生報). 2005年7月8日: B2.
37. ↑  陳子鈺. . 話題新聞 (聯合晚報). 2005年7月30日: 3.
38. ↑  陳碧雲. . 金融活動 (經濟日報). 2005年8月4日: C1.
39. ↑  葉慧心. . 金融新聞 (經濟日報). 2005年11月10日: A4.
40. ↑  陳雲上. . 大社會 (聯合晚報). 2005年10月13日: 9.
41. ↑   (HTML). 2005年11月26日  [2007年3月14日]. （原始内容存档于2007年9月27日）.
42. 1 2  黃朗倩. . 焦點話題 (聯合晚報). 2005年11月26日: 4.
43. ↑  吳育光. . 運動話題 (聯合晚報). 2005年11月23日: 7.
44. ↑  陳碧雲. . 金融活動 (經濟日報). 2006年4月10日: C1.
45. ↑   (HTML). 2006年4月8日  [2007年3月14日]. （原始内容存档于2006年12月29日）.
46. ↑   (HTML). 2006年7月29日  [2007年3月14日]. （原始内容存档于2006年10月3日）.
47. ↑  陳碧雲. . 活動要聞 (經濟日報). 2006年7月31日: B11.
48. ↑  陳珮琦. . 焦點話題 (聯合晚報). 2006年7月29日: 5.
49. ↑   (HTML). 2006年11月25日  [2007年3月14日]. （原始内容存档于2007年9月27日）.

## 外部連結
- （繁體中文）新光人壽登高大賽活動網站 （页面存档备份，存于）